# 밤색배뒤쥐
밤색배뒤쥐(Sorex ventralis)는 땃쥐과에 속하는 포유류의 일종이다. 멕시코에서 발견된다.